# Tour Swiss Life
La tour Swiss Life (anciennement tour Société Suisse) est une tour de bureaux située dans le quartier de la Part-Dieu à Lyon, en France.

## Situation
La tour est située dans le 3e arrondissement de Lyon, au no 1 du boulevard Vivier-Merle, à l'angle avec la rue de Bonnel.

## Construction
La tour devait à l'origine faire environ 120 mètres mais le conseil municipal de l'époque était hostile aux immeubles de grande hauteur. Achevée en 1990, elle est alors la seconde plus haute tour de Lyon derrière la tour Part-Dieu (165 m) jusqu'à la construction de la tour Oxygène, s'élevant à 115 m, livrée en juin 2010. Depuis 2021, elle est classée 8e plus haute tour de Lyon.

## Architecture
D'une hauteur de 82 mètres et comptant 21 étages, cette tour a pour particularité d'être entourée d'une fosse et d'avoir son rez-de-chaussée au niveau -1, l'entrée se faisant par une passerelle. 

## Utilisation
Elle accueille notamment la société Swiss Life.
En 2009, Swiss Life envisage de porter la hauteur du bâtiment à 120 mètres, ce qui s'inscrit dans le projet, manifesté la même année lors du salon MIPIM, du maire de Lyon, Gérard Collomb, d'y augmenter le nombre de gratte-ciel. Ce projet de rehaussement a été annulé au profit du projet de tour, la tour Eva, à l'emplacement de l'actuel parking de la tour Swiss Life, avant les voies de chemin fer à Est. Mais ce projet a été lui-même suspendu en 2014